# أندي رودس
أندي رودس (بالإنجليزية: Andy Rhodes) (23 أغسطس 1964 بدونكاستر في المملكة المتحدة - ) هو لاعب كرة قدم بريطاني في مركز حراسة المرمى. لعب مع أولدهام أثلتيك وإيبسويتش تاون وبولتون واندررز ودونفرملين أثلتيك وسانت جونستون ونادي بارنسلي ونادي دونكاستر روفرز ونورويتش سيتي ونادي سكاربورو ونادي أردريونيانز.

## وصلات خارجية
- أندي رودس على موقع قاعدة بيانات كرة القدم.إي يو (الإنجليزية)
- أندي رودس على موقع Soccerbase.com (لاعب) (الإنجليزية)
- أندي رودس على موقع Soccerway.com (الإنجليزية)
- أندي رودس على موقع عالم كرة القدم.نت (الإنجليزية)